# Agoraula aspera
Agoraula aspera är en fjärilsart som beskrevs av Edward Meyrick 1919. Agoraula aspera ingår i släktet Agoraula och familjen äkta malar. Inga underarter finns listade i Catalogue of Life.